# Oberhenneborn

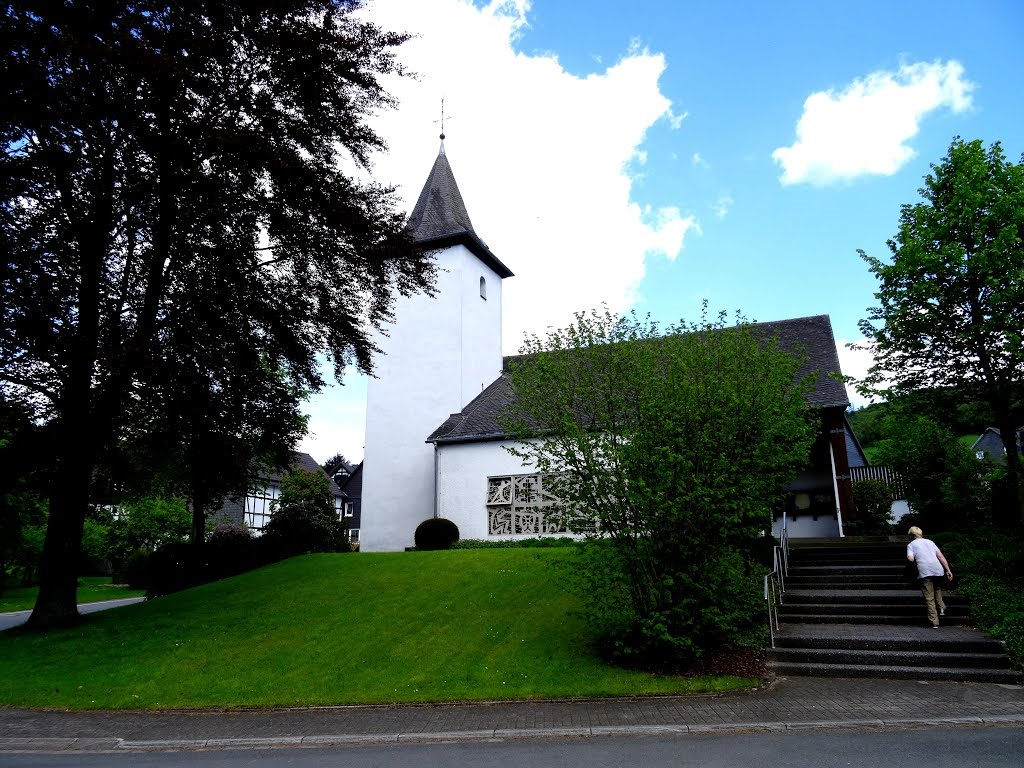
St. Agatha Kirche in Oberhenneborn

Oberhenneborn ist ein Ortsteil der Stadt Schmallenberg in Nordrhein-Westfalen.

## Geografie
Der Ort liegt rund 5 km nördlich von Bad Fredeburg. Oberhenneborn hat rund 400 Einwohner. Durch den Ort fließt die Henne. Um das Dorf liegt das Landschaftsschutzgebiet Offenlandbereiche um Oberhenneborn.

## Nachbarorte
Angrenzende Orte sind Altenilpe, Nierentrop, Kirchilpe, Niederhenneborn, Sögtrop, Kirchrarbach, Hanxleden, Föckinghausen, Sellmecke und Oberrarbach.

## Geschichte

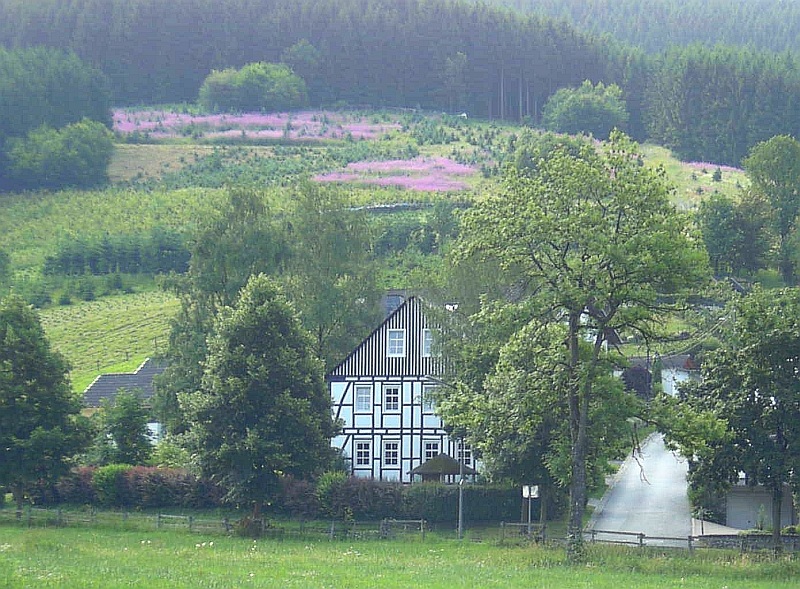
Haus in Oberhenneborn

Oberhenneborn wurde im Jahre 1362 erstmals urkundlich erwähnt. Am 10. Mai 1876 zerstörte ein Brand die Kirche, die Schule und 17 Wohnhäuser.
Der Ort gehörte bis zur kommunalen Gemeindereform zur Gemeinde Rarbach. Am 1. Januar 1975 wurde Oberhenneborn ein Ortsteil der neuen Stadt Schmallenberg.

## Religion
In Oberhenneborn gibt es die Pfarrvikarie St. Agatha mit der gleichnamigen katholischen Kirche.

## Öffentliche Einrichtungen
Im Ort gibt es einen Kindergarten.

## Sonstiges
Oberhenneborn gewann 1985 im Wettbewerb „Unser Dorf soll schöner werden“ Bundesgold.
→ Siehe auch: Liste der Naturdenkmäler in Schmallenberg
Größere mediale Aufmerksamkeit erlangte der Ort durch einen Mordfall im Jahre 1983, der ein bis heute als umstritten geltendes Verfahren nach sich zog.